# Garudimimus
 Garudimimus  ist eine Gattung von Dinosauriern aus der Gruppe der Ornithomimosauria innerhalb der Theropoda.

## Merkmale
Garudimimus hatte den typischen Körperbau der Ornithomimosauria. Es war ein schlanker, leichtgebauter Dinosaurier, der sich ausschließlich biped fortbewegte. Die Hintergliedmaßen waren deutlich länger als die Vordergliedmaßen, die Arme und Hände waren verglichen mit denen anderer Theropoda groß, aber zierlich gebaut. Der leicht gebaute Kopf saß auf einem langen Hals. Die Schnauze war langgestreckt und auffallend rundlich, sie trug einen Hornschnabel, Zähne waren nicht vorhanden. Die Augen waren relativ groß und befanden sich seitlich am Kopf. Im Bau der Hinterbeine zeigt Garudimimus verglichen mit den höher entwickelten Ornithomimidae noch einige urtümliche Merkmale: so war die erste Zehe noch vorhanden, und die arctometatarsale Stellung der Mittelfußknochen war noch nicht voll ausgeprägt, d. h. der mittlere der drei Mittelfußknochen verjüngte sich nach oben hin nur moderat. Auch war der Mittelfuß noch relativ kurz. Garudimimus erreichte eine Länge von rund 4 Metern.
Sein Körper war auf schnelles Laufen ausgerichtet. Was dieser Dinosaurier mit seinem zahnlosen Schnabel gefressen hat, ist nicht bekannt.

## Entdeckung und Benennung
Die fossilen Überreste von Garudimimus wurden in der Region Ömnö-Gobi-Aimag in der Mongolei entdeckt und 1981 erstbeschrieben. Der Name bedeutet „Nachahmer des Garuda“, eines geflügelten Tieres der indischen Mythologie und steht in der Tradition, dass Ornithomimosauria häufig als „Nachahmer“ (-mimus) von Vögeln oder geflügelten Wesen bezeichnet werden. Typusart und einzig bekannte Art ist Garudimimus brevipes. Die Funde werden in die frühe Oberkreide datiert, die Angaben schwanken zwischen dem Coniacium und dem Santonium (vor etwa 89 bis 83 Millionen Jahren).

## Systematik
Kladistische Untersuchungen platzieren Garudimimus als höher entwickelt als Pelecanimimus, Shenzhousaurus oder Harpymimus (die beispielsweise alle noch Zähne hatten), aber basaler als die Ornithomimidae, als deren Schwestertaxon er gilt. Manchmal wird die Gattung in einer eigenen monotypischen Familie Garudimimidae klassifiziert.